# 羽叶风毛菊
羽叶风毛菊（学名：Saussurea maximowiczii）为菊科风毛菊属的植物。分布在朝鲜、日本、俄罗斯以及中国大陆的吉林等地，生长于海拔700米的地区，见于林缘草地，目前尚未由人工引种栽培。